# John O’Groats (Antarktika)
John O’Groats ist eine Landspitze an der Georg-V.-Küste in Ostantarktika. Sie bildet den östlichen Ausläufer des Kap Denison am Ufer der Commonwealth-Bucht.
Douglas Mawson, Leiter der Australasiatischen Antarktisexpedition (1911–1914), benannte sie nach der Ortschaft John o’ Groats am nordöstlichen Ende Schottlands.